# ホウライカガミ

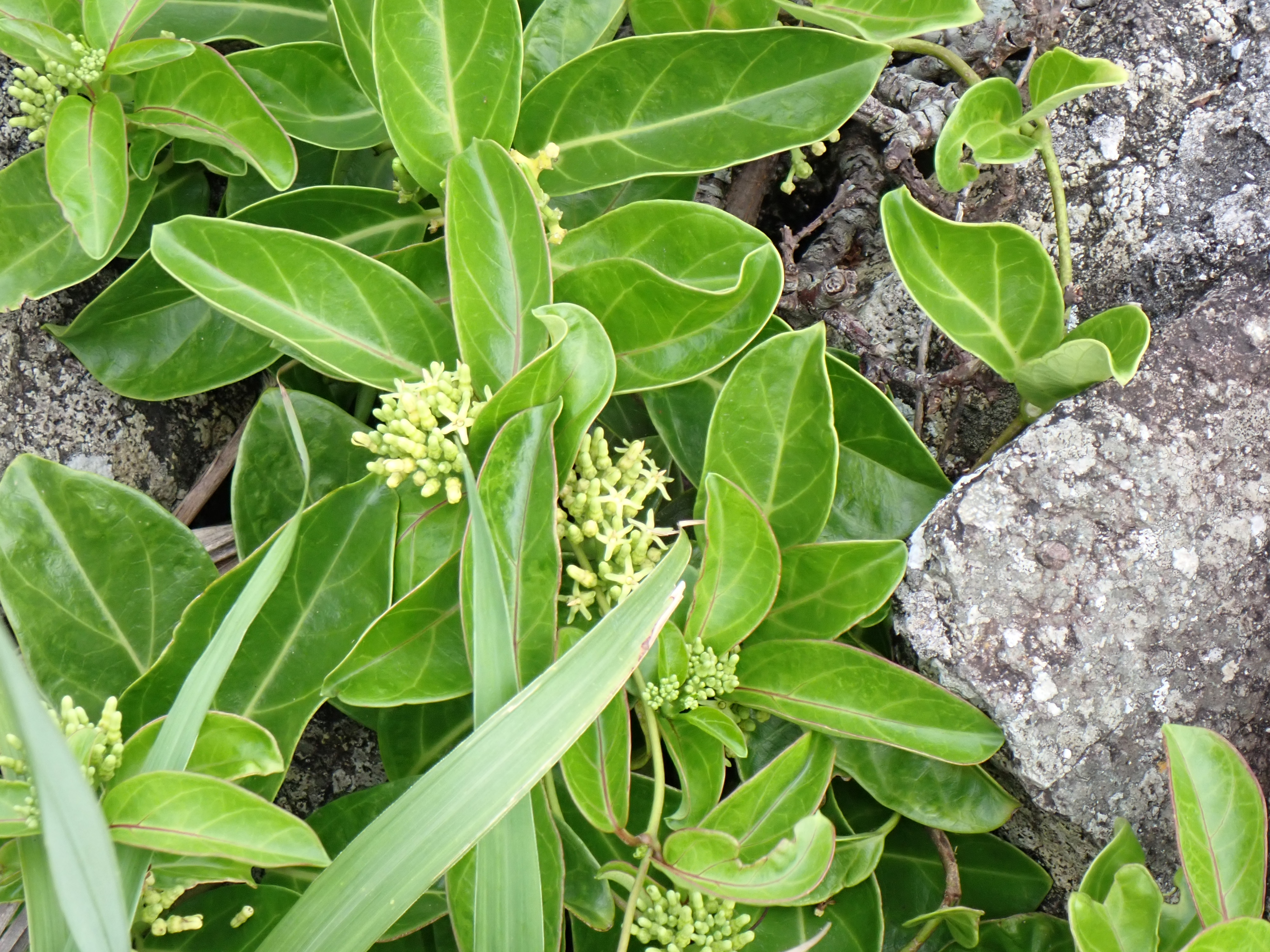
ホウライカガミの花（石垣市崎枝）

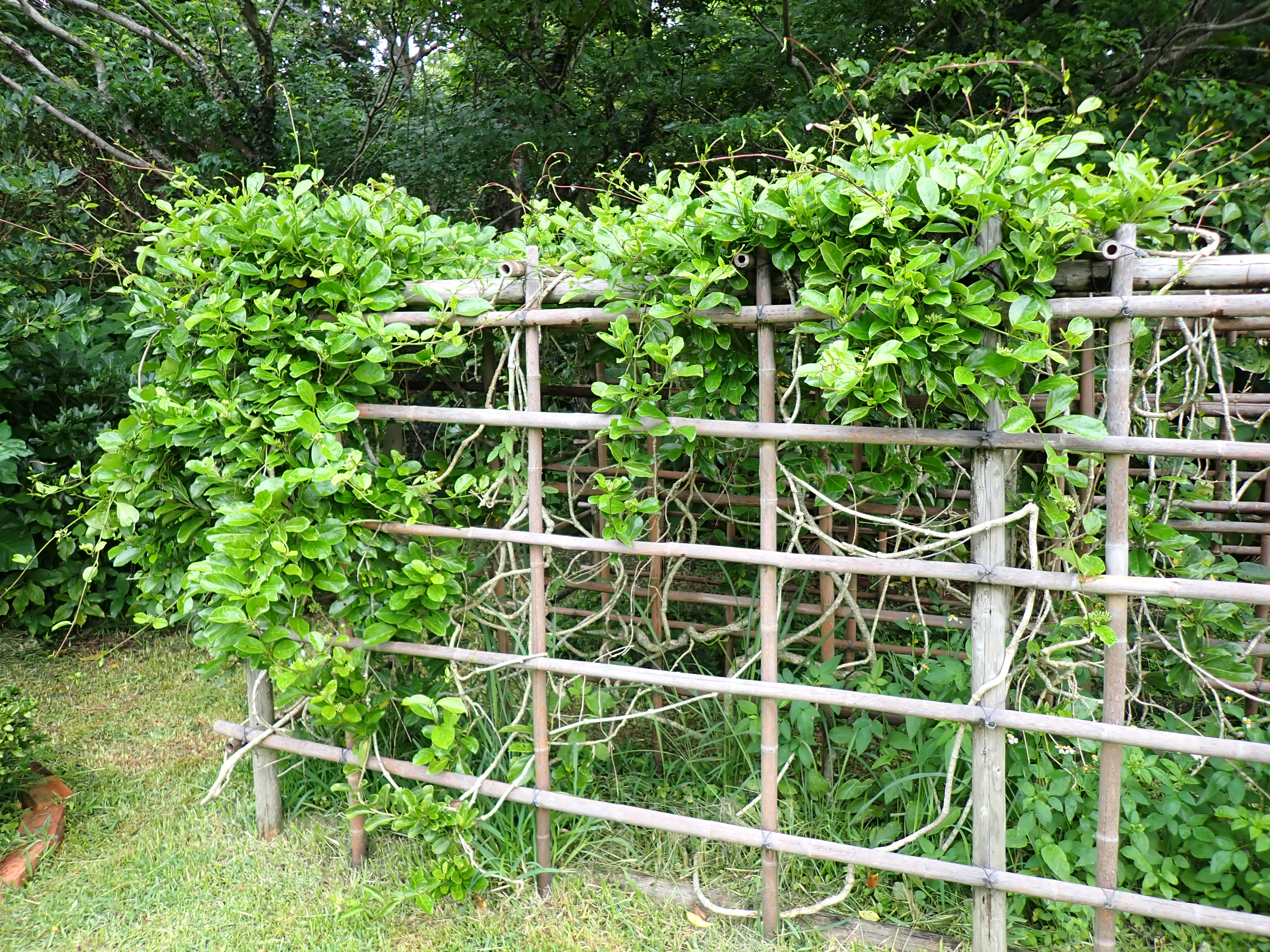
ホウライカガミ（沖縄県本部町 熱帯・亜熱帯都市緑化植物園 植栽）

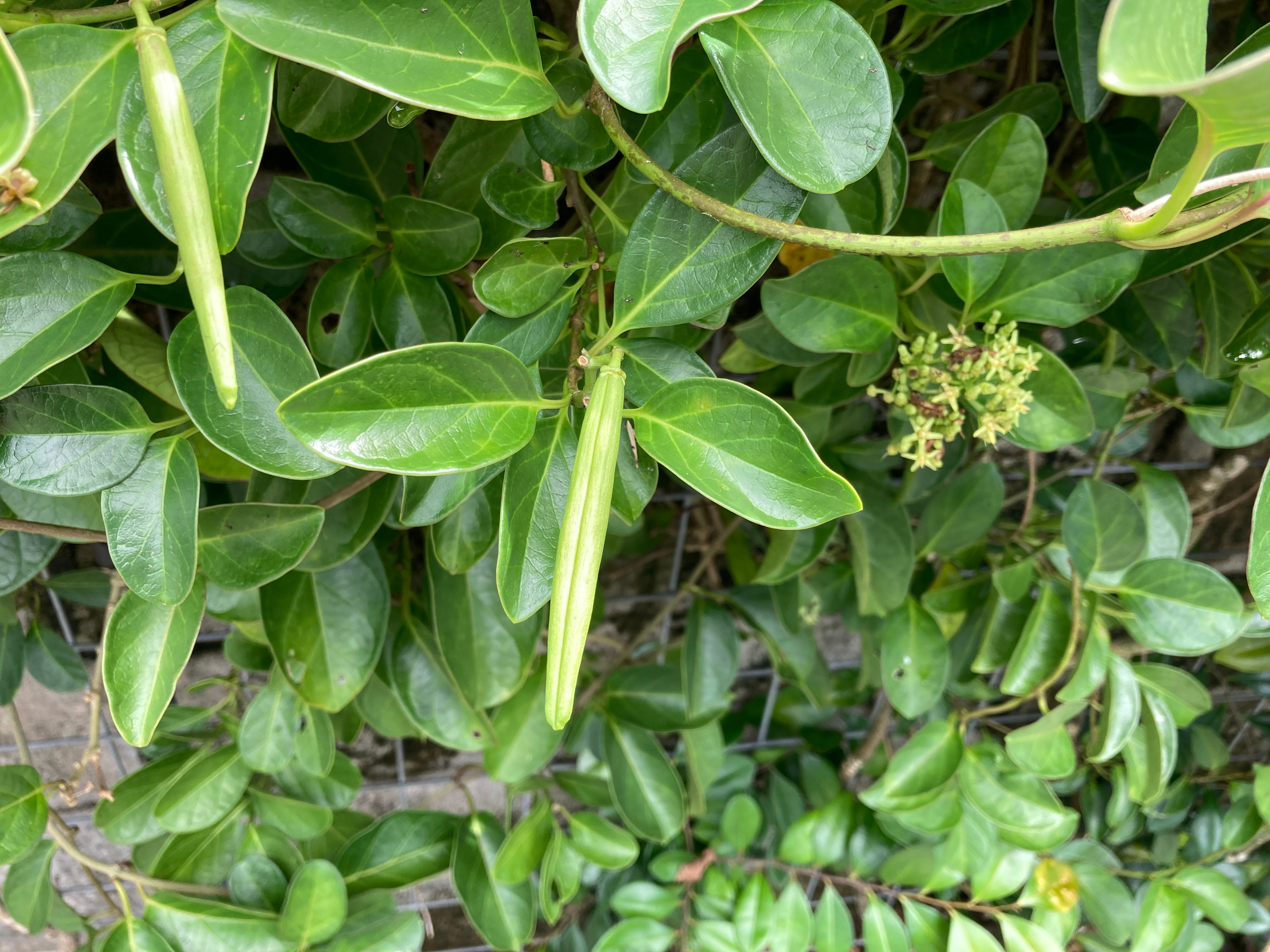
果実（2024年10月 沖縄県石垣市）

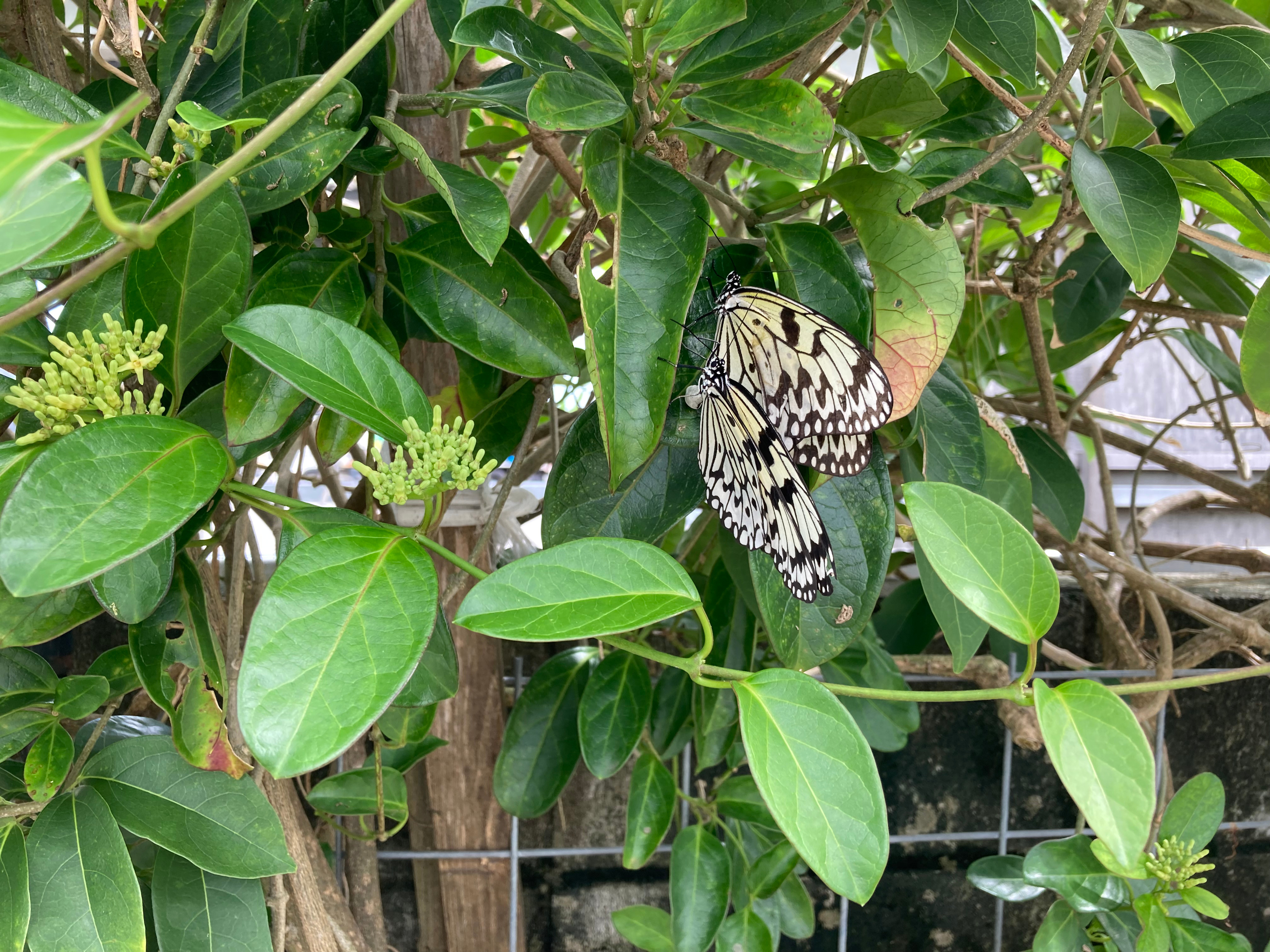
ホウライカガミの対生葉とオオゴマダラ（2024年10月 沖縄県石垣市）

ホウライカガミ（学名：Parsonsia alboflavescens）はキョウチクトウ科ホウライカガミ属の常緑つる性草本～木本。
日本最大級の蝶オオゴマダラ幼虫の食草として知られる。

## 特徴
高さ2–5 mになり、基部は木質化する。葉は楕円形で長さ6–12 cm、全縁で対生し、両面無毛で裏はやや白っぽく、表面はつやがあり、主脈や葉柄が赤く色づくことも多い。葉先は丸いか短く尖る。花は直径1 cmほどで、５枚の淡黄色花弁からなり、雌しべの根元は渦巻き状になり先は尖る。集散花序を形成し、ほぼ通年開花する。果実は緑～褐色の披針状円筒形で長さ7–10 cm、熟すると２個に分かれる。種子には長い綿毛がある。

## 分布と生育環境
喜界島、徳之島、与論島、沖縄諸島～先島諸島、大東諸島にやや普通にみられる。国外ではインド～中国、台湾、マレーシアに産する。海岸近くの石灰岩地の林縁に生育する。

## 利用
生垣に利用される。播種または挿し木により増殖可能。オオゴマダラの食草として公園や学校等に植栽されることも多いが、他のキョウチクトウ科植物と同様に有毒のアルカロイドを含むため、ウサギやヤギ等へ与えることは禁物。落ち葉を食べた家畜の死亡例もあるほどだが、オオゴマダラ幼虫は毒に感受性を持たず、毒素を体内に溜め込んで長期間保持する。羽化後の成虫にも本種由来のアルカロイドが含まれ、捕食回避に役立っているとみられている。